# Alianza Terrestre
Este artículo refleja una lista de naciones ficticias en el universo de Gundam Seed y Gundam Seed Destiny.
En la Era cósmica, las naciones se llegan a fusionar dando paso a macrobloques políticos, los cuales aúnan inmensas extensiones de terreno.

## Alianza Terrestre
La Alianza Terrestre es un pacto entre macrobloques comunitarios que abogan la necesidad de defenderse ante el ejército ZAFT, tras estos se hallan instigadores como Blue Cosmos.

## Miembros Nacionales
- Federación Atlántica
- Federación Euroasiática
- República de Asia del Este
- Unión Sudafricana
- Estados Unidos Sudamericanos